# Rancho Nuevo del Llanito
Rancho Nuevo del Llanito är en ort i Mexiko.   Den ligger i kommunen Irapuato och delstaten Guanajuato, i den centrala delen av landet, 280 km nordväst om huvudstaden Mexico City. Rancho Nuevo del Llanito ligger 1 751 meter över havet och antalet invånare är 1 004.
Terrängen runt Rancho Nuevo del Llanito är en högslätt. Runt Rancho Nuevo del Llanito är det tätbefolkat, med 790 invånare per kvadratkilometer. Närmaste större samhälle är Irapuato, 16,4 km söder om Rancho Nuevo del Llanito. Trakten runt Rancho Nuevo del Llanito består till största delen av jordbruksmark.